# Baud
Il termine baud (pronunciato /ˈbɔːd/, da Émile Baudot, inventore del codice Baudot utilizzato per le telescriventi), in telecomunicazioni e informatica, è l'unità di misura della frequenza di simbolo (symbol rate, detta anche baud rate) in un sistema di trasmissione digitale. Rappresenta il numero di simboli (dati) che viene trasmesso in un secondo e misura la velocità di trasferimento dei dati in funzione della codifica trasmissiva utilizzata.

## Descrizione
In un processo di digitalizzazione di un segnale da analogico a digitale la fase che segue il campionamento è quella della discretizzazione dell'informazione, o quantizzazione e della successiva codifica, in cui il segnale campionato di ampiezza {\displaystyle \Delta {x}} è diviso in {\displaystyle L=2^{M}} intervalli di ampiezza {\displaystyle \Delta {q}={\frac {\Delta {x}}{L}}}, dove {\displaystyle M} è il numero di bit utilizzato per rappresentare in codice binario il valore campionato {\displaystyle \Delta {q}}. Tale entità rappresenta un simbolo.

### Valore
L'unità baud viene spesso confusa con l'unità bit, ma differisce da quest'ultima perché ad un simbolo corrisponde un numero di bit differente a seconda delle tecniche di modulazione usate; per tale ragione la velocità espressa in bit/s - per simboli di dimensione maggiore di 1 bit - è sempre multipla di quella espressa in baud.
Esempio: nello standard V.32 bis per i modem su linea telefonica si usano simboli a 6 bit trasmessi ad una velocità di 2 400 baud; la velocità equivalente espressa in bit al secondo è quindi pari a 2400*6 = 14 400 bit/s o 14,4 kilobit/s.